# Rassemblement de bêtes
 (février 2025).
Si vous disposez d'ouvrages ou d'articles de référence ou si vous connaissez des sites web de qualité traitant du thème abordé ici, merci de compléter l'article en donnant les références utiles à sa vérifiabilité et en les liant à la section « Notes et références ».

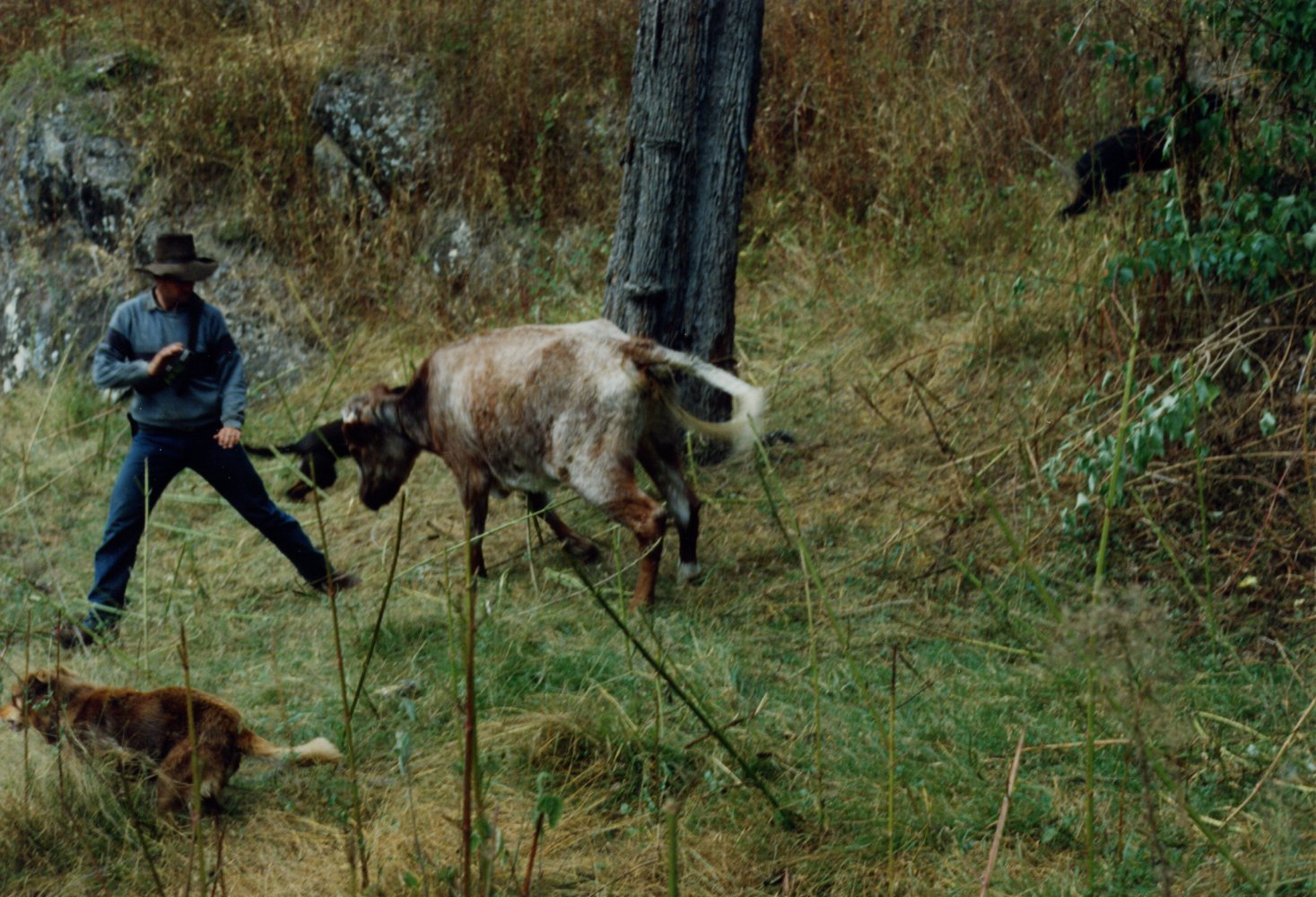
Rassemblement dangereux de bétail semi-sauvage

Un rassemblement de bêtes (muster ou roundup, en anglais) consiste à rassembler des animaux domestiques ou semi-sauvages, généralement des herbivores (bétail, chevaux, chèvres, moutons...) pour diverses raisons : leur offrir des soins, les marquer au fer, les nourrir, les tondre ou encore les transporter vers un autre lieu. Ce travail est généralement long et difficile, particulièrement en Australie où le territoire est vaste, et peuplé d'animaux parfois dangereux. 
Pour les aider, les bergers, vachers, gardiens de chèvres, gardians et autres cow-boys disposent souvent de chevaux de travail et de chiens de berger ou de bouviers. Sur les plus vastes territoires, l'hélicoptère est parfois utilisé.